# Данилевич Віра Мусіївна
Данилевич Віра Мусіївна (* 24 серпня, 1906, Київ — † ?) — українська акторка, режисер.
Народилася 24 серпня 1906 р. у Києві в родині службовця. Сестра актриси Поліни Нятко.
Закінчила режисерський відділ Київського музично-драматичного інституту ім. М. Лисенка.
Грала комсомолку у фільмі «Трипільська трагедія» (1925).
В 1930 р. працювала асистентом режисера на Київській кіностудії, в 1930–1931 рр. — режисером Дніпропетровського театру юного глядача.
З 1946 р. — викладала в Київському державному інституті театрального мистецтва ім. І. Карпенка-Карого.
Автор п'єс «Підкіп», «Федь — винахідник», співавтор сценарію стрічки «Донька партизана» (1935) створеного разом з Г. Епіком.